# حریری و حریری
حریری و حریری (به انگلیسی: Hariri & Hariri) شرکت معماری آمریکایی است.
این شرکت در شهر نیویورک مرکزیت دارد و کارهای آنان توسط افرادی چون استیون هال در نمایشگاه‌های نیویورک معرفی گردیده و ریچارد مایر نیز با آنان کتابی منتشر نموده‌است.
شرکت حریری و حریری در ۱۹۸۶ توسط دو خواهر بنامهای گیسو و مژگان حریری تأسیس گردید. هر دو از دانش آموختگان دانشگاه کرنل هستند.

## جوایز
حریری و حریری برنده جوایز مهمی نیز گردیده‌اند، از جمله:
- Design Hall of Fame, Interior Design Magazine[۴]
- Architecture Award 2005, The American Academy of Arts and Letters
- Academy Awards in Architecture 2005
- Hospitality Design Award, 2005 (Juan Valdez Flagship Café NYC)
- The AD 100[۵]
- The World’s Top Designers and Architects, Award 2004